# Saška Karan
Saška Karan (Serbiska: Сашка Каран), egentligen Savka Gazivoda, (Serbiska: Савка Газивода), född 6 mars 1964, är en serbisk folksångerska.
Karan föddes i Kroatien, men flyttade med sina föräldrar till Belgrad när hon var liten. Hon inledde sin karriär i slutet av 1989.

## Diskografi
- Osmeh zavarava (1990)
- Srce puno baruta (Hjärta fullt av krut) (1991)
- Koliko mi se svidjaš, već mi se privid (Hur mycket jag gillar dig, men mitt utseende)  (1993)
- Jedan i jedan su tri (Ett och ett är tre) (1994)
- Obožavam žestoke mladiće (Jag älskar de våldsamma unga männen) (1995)
- Ukrštenica (Korsord) (2001)
- Lepa kao greh (Söt som en synd) (2005)